# Kike Maíllo
Enrique Maíllo Iznájar (Barcelona, 3 de junio de 1975) es un director de cine, productor y guionista español. Ha dirigido los largometrajes  EVA y Toro. Su labor al frente de  EVA (2011) le valió el Premios Goya a la Mejor dirección novel en 2012.

## Biografía
En 1994 inició sus estudios cinematográficos en la Escuela Superior de Cine y Audiovisuales de Cataluña (ESCAC), uno de los centros de estudios cinematográficos más prestigiosos del sur de Europa.[cita requerida] Allí se graduó en la especialidad de dirección cinematográfica con el cortometraje Las cabras de Freud (1999), protagonizado por Tristán Ulloa.
A partir de entonces, empezó su andadura publicitaria como creativo y realizador en el marco de la pequeña compañía kikeyluis (fundada junto a Lluís Segura, también creativo y realizador). Desarrollaron campañas publicitarias para festivales de cine o instituciones de carácter cultural. Paralelamente, escribió y dirigió su segundo cortometraje, Los perros de Pavlov, que estrenó a finales de 2003 en Barcelona y que es un relato narrado a cinco voces protagonizado por Andrés Gertrúdix y Marta Larralde. El corto participó en más de cuarenta festivales y recibió dos decenas de premios, entre los que destacan los conseguidos en el Festival de Alcalá de Henares, Mecal y el Festival de Múnich. A partir de 2006 dirigió diversos videoclips para artistas como Pastora Soler, El Langui, Manos de Topo o Love Of Lesbian. De 2009 a 2012 dirigió la serie de animación Arròs covat, producida por Escándalo Films y Televisió de Catalunya y que ha sido galardonada con el premio Ondas.
En octubre del año 2011 estrenó su primer largometraje, EVA, película de ciencia ficción protagonizada por Daniel Brühl, Marta Etura, Alberto Ammann y Claudia Vega. El filme fue galardonado con cinco premios Gaudí y tres premios Goya, entre ellos el Goya al director novel.
En 2014 dirigió el anuncio de Navidad de Freixenet, que tenía la presencia ese año de David Bisbal y María Valverde. En 2015 volvió a dirigir el anuncio de Freixenet, en esta ocasión protagonizado por el conjunto español de gimnasia rítmica (Sandra Aguilar, Artemi Gavezou, Elena López, Lourdes Mohedano, Alejandra Quereda y Lidia Redondo). El equipo realizó los ensayos del spot el 29 y el 30 de octubre, y se grabó entre los días 10 y 11 de noviembre en un plató de Barcelona. El anuncio, titulado Brillar, se estrenó finalmente el 25 de noviembre en un evento en el Museo Marítimo de Barcelona, pudiendo verse desde ese día en la página web de Freixenet y en YouTube.
En el año 2012 funda la productora de cine Sábado Películas junto a Toni Carrizosa, con la que ha producido los largometrajes “Barcelona, noche de verano” y “Barcelona, noche de invierno”. Ambos filmes se estrenaron con un gran éxito de público en Cataluña y ambos fueron dirigidos por Dani de la Orden.
El 22 de abril de 2016 estrena su segundo largometraje como director, Toro un frenético thriller de acción cuya acción se desarrolla en la Costa del Sol y que está protagonizado por Mario Casas, Luis Tosar , José Sacristán e Ingrid García-Jonsson. "Toro" abrió la 19.ª edición del Festival de Málaga y entró como número dos de la taquilla en su semana de estreno. Permaneciendo durante cuatro semanas en el Top 10 del Box Office nacional.
En la actualidad prepara su tercer largometraje como productor: La llamada, basada en la obra de teatro escrita y dirigida por Javier Calvo y Javier Ambrossi.

## Actividad docente
Tras el éxito de su primer corto, inició su actividad docente en la ESCAC, donde supervisa las clases de prácticas e imparte varias materias de guion y dirección cinematográfica. En la actualidad imparte el taller de dirección del último curso del graduado y el máster de dirección cinematográfica. También ha desarrollado cursos para otros centros, entre los que destacan el realizado sobre el cortometraje para la Universidad de Barcelona.

## Filmografía
- Las cabras de Freud (1999 / Cortometraje / DG)
- Los perros de Pavlov (2003 / Cortometraje / DG)
- EVA (2011 / Largometraje)
- Tú y yo (2014 / Mediometraje)
- Toro (2016 / Largometraje)
- Cuánto. Más allá del dinero (2017 / Cortometraje / DG)
- La octava dimensión (2018 / Cortometraje)
- Cosmética del enemigo (2020 / Largometraje)
- Manos libres (2021 / Cortometraje)
- El falsificador (2022 / Largometraje documental)

## Premios
Premios Goya
| Año  | Categoría            | Película | Resultado |
| ---- | -------------------- | -------- | --------- |
| 2011 | Mejor director novel | Eva      | Ganador   |

Medallas del Círculo de Escritores Cinematográficos
| Año  | Categoría           | Película | Resultado |
| ---- | ------------------- | -------- | --------- |
| 2011 | Mejor director      | Eva      | Nominado  |
| 2011 | Director revelación | Eva      | Ganador   |

- Premios Orgullo Friki 2012 (2012)